# Joost Oomen
Joost Oomen (De Bilt, 18 november 1990) is dichter, schrijver, performer en muzikant.

## Biografie
Joost Oomen groeide op in IJsbrechtum en studeerde Nederlands aan de Rijksuniversiteit Groningen. Hij was huisdichter van de universiteit in het jaar 2010-2011. In 2013 werd Oomen twee jaar lang stadsdichter van Groningen. Hij maakte de vinylsingle Joost Oomen. Hij organiseerde Kantoorpoëzie en was medeorganisator van Absintherklaas. Samen met Marleen Nagtegaal organiseerde hij enkele jaren het poëziefestival Dichters in de Prinsentuin.
Als performer trad hij onder andere op bij Crossing Border, Lowlands en het Gedichtenbal. In 2022 speelde hij met de band Kruidkoek op Oerol.
De Volkskrant benoemde Oomen tot literair talent van het jaar 2021, nadat hij het jaar daarvoor al bij de laatste drie stond.
Vanaf september 2021 is Oomen vaste columnist bij het Dagblad van het Noorden en de Leeuwarder Courant. Dat jaar deed hij mee aan het televisieprogramma De Slimste Mens, waarin hij derde werd. In de finale verloor hij van Bram Douwes en seizoenswinnares Lisa Loeb. In 2022 deed hij mee aan het extra All Stars-seizoen van hetzelfde programma, hierbij haalde hij de finale niet.
Oomen is samen met Stefanie Liebreks en Yentl van Stokkum oprichter van Poëzie is een daad, een Instagram-account dat dagelijks een gedicht online plaatst en is genoemd naar een gedicht van Remco Campert. De bloemlezing Voor alle dagen (2023) is daaruit voortgekomen. Tevens is hij SINDS 2022 redactielid van literair tijdschrift De Revisor. In 2024 werd de Johnny van Doorntrofee aan hem toegekend.

## Persoonlijk
Oomen had een relatie en woonde samen met schrijver Valentijn Hoogenkamp.